# Детский музей Каира
Детский музей Каира — музей для детей в Каире, созданный как часть сотрудничества Египта с Британским музеем. Открыт в сентябре 2011 года.
Детский музей является самым крупным музеем для детей в арабском мире и Африке. Находится в лесопарке в Гелиополе, где растения снабжены табличками с названиями и описанием.

## История
Идея создания музея принадлежит Сюзанне Мубарак (супруге тогдашнего президента Египта; на втором этаже музея стоит её статуя, подаренная Британским музеем в знак признания её заботы об египетских детях, у статуи расположено обращение к детям обогащать свои знания).
В открытии музея принимали участие специализированные рабочие группы египетских и мировых экспертов в области науки, технологии, физике, истории, географии, цивилизации, геологии, архитектуры, а также специалисты в проектировании выставок.

## Экспозиция
Большой акцент сделан на истории Египта, начиная с древних времён — одеяний, систем орошения, процессов прядения и ткачества, истории расшифровки иероглифов с помощью Розеттского камня, древнего судостроения и внутреннего устройства пирамид.
Зал, посвящённый Красному морю, показывает флору и фауну моря, содержит описание существующих экологических проблем. Существует экспозиция, посвящённая животным и растениям пустыни, рассказу об их способах приспособления. Имеется зал о строении человека, ремесленный зал, также информационный зал со множеством материалов.